# پائولو والوتی
پائولو والوتی (ایتالیایی: Paolo Valoti؛ زادهٔ ۱۹ آوریل ۱۹۷۱ ‏(۵۳ سال)) دوچرخه‌سوار اهل ایتالیا است.